# Molophilus dravidianus
Molophilus dravidianus är en tvåvingeart som beskrevs av Alexander 1969. Molophilus dravidianus ingår i släktet Molophilus och familjen småharkrankar. Inga underarter finns listade i Catalogue of Life.